# Leucopogon psammophilus
Leucopogon psammophilus är en ljungväxtart som beskrevs av Ernst Georg Pritzel. Leucopogon psammophilus ingår i släktet Leucopogon och familjen ljungväxter. Inga underarter finns listade i Catalogue of Life.